# كلية الحسين الجامعة
كلية الحسين الجامعة هي كلية أهلية تقع في مدينة كربلاء في العراق.
وفرعها الثاني في محافظة النجف في مدينة الكوفة.

## الأقسام
تضم الكلية الأقسام التالية:
- الهندسة الالكترونية والاتصالات
- هندسة قدرة كهربائية
- هندسة تقنيات الأجهزة الطبية
- طب الأسنان
- هندسة الاعلام والاتصالات
- هندسة تقنيات الحاسوب وتكنولوجيا المعلومات